# Цена небес
Цена небес (исп. El precio del cielo) — мексиканская 50-серийная мелодрама с элементами драмы 1959 года производства Telesistema Mexicano.

## Синопсис
Телесериал был снят по оригинальной истории Фернанды Вильелли, где главные герои Мигеля Мансано и Марии Тересы Монтойя любили друг друга.

## Создатели телесериала

### В ролях
- Мигель Мансано (1906-92)
- Мария Тереса Монтойя (1889—1974)
- Луис Беристайн (1918-62)
- Малу Гатика (1922-97)
- Барбара Хиль (1930—2015)
- Исмаэль Ларумбе-старший (1924-75)
- Хуан Салидо (???)
- Берта Мосс (1919—2008)
- Ада Карраско (1912-94)

### Административная группа
- оригинальный текст с адаптацией: Фернанда Вильели
- режиссёр-постановщик: Рафаэль Банкельс